# Thalgo Australian Women's Hardcourts 1999 - Qualificazioni doppio
Le qualificazioni del doppio  del Thalgo Australian Women's Hardcourts 1999 sono state un torneo di tennis preliminare per accedere alla fase finale della manifestazione. I vincitori dell'ultimo turno sono entrati di diritto nel tabellone principale. In caso di ritiro di uno o più giocatori aventi diritto a questi sono subentrati i lucky loser, ossia i giocatori che hanno perso nell'ultimo turno ma che avevano una classifica più alta rispetto agli altri partecipanti che avevano comunque perso nel turno finale.

## Giocatrici

### Teste di serie
1. Rika Hiraki /  Svetlana Krivencheva (primo turno)

1. Maureen Drake /  Mashona Washington (primo turno)

### Qualificate
1. Evie Dominikovic /  Cindy Watson

## Tabellone qualificazioni

### Legenda
| - Q = Qualificato - WC = Wild card - LL = Lucky loser | - ALT = Alternate - SE = Special Exempt - PR = Protected Ranking | - w/o = Walkover - r = Ritirato - d = Squalificato |

|  | Primo turno | Primo turno                        | Primo turno                       |                                |                              | Secondo turno                 | Secondo turno | Secondo turno |  |  | Ultimo turno | Ultimo turno                  | Ultimo turno |
|  |             |                                    |                                   |                                |                              |                               |               |               |  |  |              |                               |              |
|  | 1           | Rika Hiraki Svetlana Krivencheva   | 6                                 |                                |                              |                               |               |               |  |  |              |                               |              |
|  | WC          | Evie Dominikovic Cindy Watson      | 8                                 |                                |                              |                               |               |               |  |  |              |                               |              |
|  | WC          | Evie Dominikovic Cindy Watson      | 8                                 |                                | WC                           | Evie Dominikovic Cindy Watson | 8             |               |  |  |              |                               |              |
|  |             |                                    |                                   |                                | WC                           | Evie Dominikovic Cindy Watson | 8             |               |  |  |              |                               |              |
|  |             |                                    | Sylvia Plischke Patricia Wartusch | 5                              |                              |                               |               |               |  |  |              |                               |              |
|  |             | Aleksandra Olsza Noëlle van Lottum | Sylvia Plischke Patricia Wartusch | 5                              | 7                            |                               |               |               |  |  |              |                               |              |
|  |             | Aleksandra Olsza Noëlle van Lottum |                                   |                                | 7                            |                               |               |               |  |  |              |                               |              |
|  |             | Sylvia Plischke Patricia Wartusch  | 9                                 |                                |                              |                               |               |               |  |  |              |                               |              |
|  |             |                                    |                                   |                                |                              |                               |               |               |  |  | WC           | Evie Dominikovic Cindy Watson | 8            |
|  |             |                                    |                                   | Amanda Grahame Bryanne Stewart | 3                            |                               |               |               |  |  |              |                               |              |
|  |             | Tathiana Garbin Francesca Lubiani  | 6                                 |                                |                              |                               |               |               |  |  |              |                               |              |
|  |             | Trudi Musgrave Jessica Steck       | 8                                 |                                |                              |                               |               |               |  |  |              |                               |              |
|  |             | Trudi Musgrave Jessica Steck       | 8                                 |                                | Trudi Musgrave Jessica Steck | 3                             |               |               |  |  |              |                               |              |
|  |             |                                    |                                   |                                | Trudi Musgrave Jessica Steck | 3                             |               |               |  |  |              |                               |              |
|  |             |                                    | Amanda Grahame Bryanne Stewart    | 8                              |                              |                               |               |               |  |  |              |                               |              |
|  |             | Amanda Grahame Bryanne Stewart     | Amanda Grahame Bryanne Stewart    | 8                              | 8                            |                               |               |               |  |  |              |                               |              |
|  |             | Amanda Grahame Bryanne Stewart     |                                   |                                | 8                            |                               |               |               |  |  |              |                               |              |
|  | 2           | Maureen Drake Mashona Washington   | 3                                 |                                |                              |                               |               |               |  |  |              |                               |              |